# سوزوکی ایگنیس
سوزوکی ایگنیس (Suzuki Ignis) خودرویی است که در سال‌های ۲۰۰۰ تا ۲۰۰۸تولید شده‌است.